# Anna Ngann Yonn
Pour les articles homonymes, voir Ngann Yonn et Ngann.
Anna Ngann Yonn est une styliste et modéliste camerounaise diplômée en 1995 de l'École supérieure des arts et techniques de la mode (ESMOD) à Paris. Elle a fait ses classes chez Issey Miyake et a créé la marque de prêt-à-porter 'Kreyann',,,. Elle est à l'origine du défilé baptisé K-Walk, tenu tous les deux ans et qui en était à sa troisième édition en 2015.

## Biographie
Anna Ngann Yonn est originaire de la Sanaga-Maritime, mariée et mère de trois enfants

### Formation
Après l'obtention de son baccalauréat D au Cameroun, elle s'installe en France et intègre en 1992 l'École supérieure des arts et techniques de la mode Esmod Paris; une formation qui sera sanctionnée d'un diplôme en stylisme et modélisme en 1995.
Au même moment, elle effectue plusieurs stages académiques auprès de quelques maisons de couture  à l'instar de : Atsuro Tayama, Paco Rabanne, Katoucha, Issey Miyake et S.O pour lesquelles elle participera à l'organisation de nombreux défilés de mode.

### Carrière
Trois ans après son retour au Cameroun, Anna Ngann Yonn lance la marque Kreyann avec la collection Mbondji I Bikai et ouvre son showroom Kreyann à Douala. Nous sommes en 1998.
Sollicitée par Jan Malan, créateur sud-africain et organisateur de l'évènement Face of Africa, elle participe à trois éditions de ce concours international. En 1999, il se tient à Abuja au Nigeria. En 2000 et 2001, l'évènement se déroule en Afrique du Sud respectivement au Cap et à Sun City.
L'année 2004 se révèle être riche en création pour Anna Ngann Yonn. Avec Vlisco, elle crée une collection pour le calendrier Uniwax. Lors du concours Miss Afrique centrale qui a lieu à Yaoundé, elle crée des tenues spéciales pour des invités de marque tels Élodie Gossuin et présente un défilé de ses créations.
En 2006, elle participe à nouveau au concours Miss Afrique centrale. La même année, elle est sélectionnée pour paraître dans le livre Couleurs et Toiles dont la préface porte la signature de Kenzo Takada.
Durant trois années successives (2008, 2009 et 2010), Anna Ngann Yonn prend part au Labo Ethnic Fashion Show à Paris.